# Mask Off
"Mask Off" é uma canção do rapper americano Future para o seu álbum epônimo Future (2017). A canção foi lançada como o segundo single, após a popularidade estrondosa de "Draco". Com esta canção, o rapper atingiu a quinta posição na Billboard Hot 100 dos Estados Unidos.

## Precedentes
A canção é um sample da música "Prison Song" de Tommy Butler, lançada em 1978 como parte do musical Selma. A canção apresenta similiaridades com "Topp Doggz" da banda de hip hop Looptroop Rockers. O videoclipe para a canção foi lançado em 5 de maio de 2017, dirigido por Colin Tilley e com a aparição de Amber Rose e DJ Esco. Além disso, a canção esteve presente em um episódio da série Brooklyn Nine-Nine.
O remix oficial conta com a participação do rapper Kendrick Lamar, lançado em 23 de maio de 2017, que fora mixado por Ales Tumay. O lançamento do remix ocorreu após a performance de "Mask Off" no Coachella Valley Music and Arts Festival de 2017. Kendrick, portanto, performou a canção durante a turnê The Damn Tour. Em 6 de junho de 2017, um remix produzido por Marshmello foi lançado.

## Desempenho
Em 6 de maio de 2017, "Mask Off" atingiu a quinta posição na Billboard Hot 100 dos Estados Unidos, tornando-se o maior pico musical do artista. Além disso, a canção teve o feito de um total de oito semanas no top 10 de países como Nova Zelândia, Suécia, Dinamarca, Suíça, Canadá e França, onde alcançou a segunda posição. A Recording Industry Association of America (RIAA) atribuiu a certificação musical de quatro platinas.

## Lista de faixas
| Download digital |            |         |  |
| N.º              | Título     | Duração |  |
| 1.               | "Mask Off" | 3:23    |  |

| Download digital – Remix |                                               |         |  |
| N.º                      | Título                                        | Duração |  |
| 1.                       | "Mask Off" (Remix) (featuring Kendrick Lamar) | 4:17    |  |

| Download digital – Marshmello Remix |                               |         |  |
| N.º                                 | Título                        | Duração |  |
| 1.                                  | "Mask Off" (Marshmello Remix) | 3:00    |  |

## Charts
| Chart (2017)                                   | Melhor posição |
| ---------------------------------------------- | -------------- |
| Austrália (ARIA)                               | 1              |
| Áustria (Ö3 Austria Top 75)                    | 20             |
| Bélgica (Ultratop 50 de Flandres)              | 33             |
| Bélgica (Ultratop 50 da Valônia)               | 47             |
| Canadá (Canadian Hot 100)                      | 5              |
| República Checa (Singles Digitál Top 100)      | 27             |
| Dinamarca (Hitlisten)                          | 11             |
| Finlândia (Suomen virallinen lista)            | 7              |
| França (SNEP)                                  | 2              |
| O campo songid é OBRIGATÓRIO PARA PARADA ALEMÃ | 12             |
| Hungria (Stream Top 40)                        | 15             |
| Irlanda (IRMA)                                 | 22             |
| Itália (FIMI)                                  | 52             |
| Países Baixos (Dutch Top 40)                   | 19             |
| Países Baixos (Single Top 100)                 | 16             |
| Nova Zelândia (Recorded Music NZ)              | 6              |
| Noruega (VG-lista)                             | 10             |
| Portugal (AFP)                                 | 10             |
| Escócia (Scottish Singles Chart)               | 52             |
| Eslováquia (Singles Digitál Top 100)           | 27             |
| Espanha (PROMUSICAE)                           | 74             |
| Suécia (Sverigetopplistan)                     | 8              |
| Suíça (Schweizer Hitparade)                    | 9              |
| Reino Unido (UK Singles Chart)                 | 22             |
| Reino Unido (OCC UK R&B)                       | 2              |
| Estados Unidos (Billboard Hot 100)             | 5              |
| Estados Unidos (Billboard Mainstream Top 40)   | 51             |
| Estados Unidos (Billboard R&B/Hip-Hop Songs)   | 3              |
| Estados Unidos (Billboard Rhythmic)            | 1              |

| Chart (2017)                      | Melhor posição |
| --------------------------------- | -------------- |
| Bélgica (Ultratop Flanders)       | 78             |
| Canadá (Canadian Hot 100)         | 15             |
| Países Baixos (Single Top 100)    | 49             |
| Nova Zelândia (Recorded Music NZ) | 38             |
| Billboard Hot 100                 | 14             |

## Certificações
| País (Empresa)             | Certificação | Vendas  |
| -------------------------- | ------------ | ------- |
| Austrália (Ultratop)       | 2× Platina   | 140.000 |
| Bélgica (BEA)              | Platina      | 30.000  |
| Canadá (Music Canada)      | 3× Platina   | 240.000 |
| Dinamarca (IFPI Dinamarca) | Platina      | 90.000  |
| França (SNEP)              | Diamante     | 250.000 |
| Alemanha (BVMI)            | Ouro         | 200.000 |
| Itália (FIMI)              | Platina      | 50.000  |
| Nova Zelândia (RMNZ)       | Platina      | 30.000  |
| Suécia                     | 3× Platina   | 120.000 |
| Suíça                      | Ouro         | 15.000  |
| Reino Unido                | Platina      | 600.000 |
| Estados Unidos             | 4× Platina   | −       |

## Histórico de lançamento
| Região         | Data                | Formato          | Versão           | Gravadora                    | Ref.   |
| -------------- | ------------------- | ---------------- | ---------------- | ---------------------------- | ------ |
| Estados Unidos | 23 de maio de 2017  | Download digital | Remix            | A1 Recordings Freebandz Epic | [ 12 ] |
| Estados Unidos | 16 de junho de 2017 | Download digital | Marshmello Remix | A1 Recordings Freebandz Epic | [ 13 ] |